# Пейджит, Дебра
Де́бра Пе́йджит (англ. Debra Paget, настоящее имя Де́брали Гри́ффин (англ. Debralee Griffin), род. 19 августа 1933, Денвер) — американская актриса кино, телевидения и радио.

## Биография
Дебрали Гриффин родилась 19 августа 1933 года в Денвере в семье Фрэнка и Маргарет Гриффинов (1903—1982). Её мать была актрисой и желала той же судьбы своим детям, которых в семье, кроме самой Дебры, было ещё четверо. В итоге она, её сёстры Марета (стала известна как Тила Лоринг, (1922—2007)) и Лесли (стала известна как Лиза Гэй, (1935—2016)), и брат Фрэнк (стал известен как Руэл Шэйн, род. 1929) стали актёрами. Самая младшая сестра, Мег (род. 1944), актрисой не стала.
Вскоре после рождения Дебры вся семья переехала в Лос-Анджелес, чтобы быть поближе к зарождающемуся гиганту киноиндустрии. Впервые профессионально на сцене Дебра выступила уже в возрасте восьми лет, а к тринадцати годам уже постоянно играла в театре в пьесе «Виндзорские насмешницы». В 1951 году окончила Hollywood Professional School.
Свой сценический псевдоним, Пейджит, Дебра взяла в честь известного древнего британского рода, с которым она связана дальними родственными отношениями. Впервые на экранах появилась в 1948 году, и в следующем году с ней заключила контракт киностудия 20th Century Fox. Дебра много снималась в вестернах, также для неё были характерны роли «экзотических девушек»: индианок, островитянок, жительниц Востока. В 1950—1956 годах играла в шести оригинальных радио-спектаклях шоу Family Theater, в 1951—1953 годах — в четырёх оригинальных радио-спектаклях шоу Lux Radio Theater. После непродолжительного успеха уже к середине 1950-х годов Дебра становилась всё менее востребованной, и в 1957 году контракт с ней был прерван. После этого она начала карьеру на телевидении. Впрочем и там её успех был недолгим, и после заключения последнего, третьего по счёту, брака в 1962 году Дебра Пейджит полностью ушла из киноиндустрии.
В конце 1980-х годов вступила в ряды Перерождённых христиан (Рождение свыше), и в начале 1990-х годов вела собственное религиозное шоу An Interlude with Debra Paget на телеканале Trinity Broadcasting Network.

## Личная жизнь
С 14 января по 10 апреля 1958 года Дебра Пейджит была замужем за актёром и певцом Дэвидом Стритом. С 27 марта 1960 года по август 1961 года состояла в браке с кинорежиссёром Баддом Беттикером. В 1962—1980 годах была замужем за американо-китайским нефтяным промышленником, племянником политика Сун Мэйлин, Луисом Куном (1921—1996), у пары родился сын Грегори (род. 1964).
С 1965 года Пейджит живёт в Хьюстоне, штат Техас.

## Фильмография
| Год       |   | Русское название               | Оригинальное название             | Роль                         |
| --------- | - | ------------------------------ | --------------------------------- | ---------------------------- |
| 1948      | ф | Плач большого города           | Cry of the City                   | Тина Риконти                 |
| 1949      | ф | Мать-первокурсница             | Mother Is a Freshman              | Линда                        |
| 1949      | ф | Это случается каждой весною    | It Happens Every Spring           | Элис                         |
| 1949      | ф | Дом незнакомцев                | House of Strangers                | Мария Доменико               |
| 1950      | ф | Сломанная стрела               | Broken Arrow                      | Утренняя звезда              |
| 1951      | ф | Четырнадцать часов             | Fourteen Hours                    | Рут                          |
| 1951      | ф | —                              | Bird of Paradise                  | Калуа                        |
| 1951      | ф | Анна — королева пиратов        | Anne of the Indies                | Молли Ларошель               |
| 1952      | ф | Оптом дешевле 2                | Belles on Their Toes              | Марта Гилберт                |
| 1952      | ф | Отверженные                    | Les Misérables                    | Козетта                      |
| 1952      | ф | Звёзды и полоски навсегда      | Stars and Stripes Forever         | Лили Бекер                   |
| 1954      | ф | Принц Вэлиант                  | Prince Valiant                    | Айлин                        |
| 1954      | ф | Принцесса Нила                 | Princess of the Nile              | принцесса Шалимар / Таура    |
| 1954      | ф | Деметрий и гладиаторы          | Demetrius and the Gladiators      | Люция                        |
| 1954      | ф | —                              | The Gambler from Natchez          | Мелани Барби                 |
| 1955      | ф | Белое перо                     | White Feather                     | Новый день                   |
| 1955      | ф | Семь разгневанных мужчин       | Seven Angry Men                   | Элизабет Кларк               |
| 1956      | с | Утренний театр                 | Matinee Theatre                   | Рут Бренд                    |
| 1956      | с | —                              | The 20th Century-Fox Hour         | Мэри Коннерс                 |
| 1956      | ф | Последняя охота                | The Last Hunt                     | индианка                     |
| 1956      | ф | Десять заповедей               | The Ten Commandments              | Лилия                        |
| 1956      | ф | Люби меня нежно                | Love Me Tender                    | Кэти Рино                    |
| 1956—1957 | с | Кульминация                    | Climax!                           | Натали / Мария               |
| 1957      | ф | Берег реки                     | The River’s Edge                  | Маргарет Фаулер              |
| 1957      | ф | Омар Хайям                     | Omar Khayyam                      | Шарайн                       |
| 1958      | ф | С Земли на Луну                | From the Earth to the Moon        | Вирджиния Николл             |
| 1958—1959 | с | Караван повозок                | Wagon Train                       | Анджела Деварга / Мари Дюпри |
| 1959      | ф | Бенгальский тигр               | The Tiger of Eschnapur            | Сита                         |
| 1959      | с | —                              | Cimarron City                     | Маргарет Смит                |
| 1959      | ф | Индийская гробница             | The Indian Tomb                   | Сита                         |
| 1959      | с | Речная лодка                   | Riverboat                         | Лила Расселл                 |
| 1959      | с | —                              | The Man and the Challenge         | Лиза Дантес                  |
| 1959      | с | —                              | The DuPont Show with June Allyson | Ив Барнс                     |
| 1960      | с | Джонни Ринго                   | Johnny Ringo                      | Агнес Сент Джон              |
| 1960      | с | Миллионер                      | The Millionaire                   | Мара Робинсон                |
| 1960      | ф | —                              | Why Must I Die?                   | Дотти Менсон                 |
| 1960      | ф | Путешествие в затерянный город | Journey to the Lost City          | Сита                         |
| 1960      | ф | Гробница фараона               | Il sepolcro dei re                | Шила                         |
| 1960—1962 | с | Сыромятная плеть               | Rawhide                           | Азуела / Лора                |
| 1961      | ф | Самый опасный человек на свете | Most Dangerous Man Alive          | Линда Марлоу                 |
| 1961      | ф | —                              | I masnadieri                      | Эсмеральда                   |
| 1961      | с | Истории Уэллс-Фарго            | Tales of Wells Fargo              | Кейт Тиммонс                 |
| 1962      | ф | Истории ужаса                  | Tales of Terror                   | Хелен                        |
| 1963      | ф | Заколдованный замок            | The Haunted Palace                | Энн Уорд                     |
| 1963—1965 | с | Правосудие Берка               | Burke’s Law                       | Хелен Харпер / Джулиет       |